# Egidio de Anagnia
Egidio de Anagnia (zm. w 1194) – włoski kardynał pochodzący z Anagni, według późniejszych autorów spokrewniony z rodem Pierleoni, co jednak nie jest udowodnione. Nominację kardynalską uzyskał od papieża Klemensa III w grudniu 1190 roku. Sygnował bulle papieskie między 17 lutego 1191 a 11 października 1194. Uczestniczył w papieskiej elekcji 1191. Wybrany wówczas papież Celestyn III mianował go wicekanclerzem Świętego Kościoła Rzymskiego. Zmarł prawdopodobnie krótko przed 6 listopada 1194.